# Stamnica
Stamnica es un pueblo ubicado en la municipalidad de Petrovac, en el distrito de Braničevo, Serbia.

## Superficie
Posee una superficie de 32,09 kilómetros cuadrados.

## Demografía
Hasta 2011 la población era de 1274 habitantes, con una densidad de población de 39,70 habitantes por kilómetro cuadrado.